# Sinhálský chrt

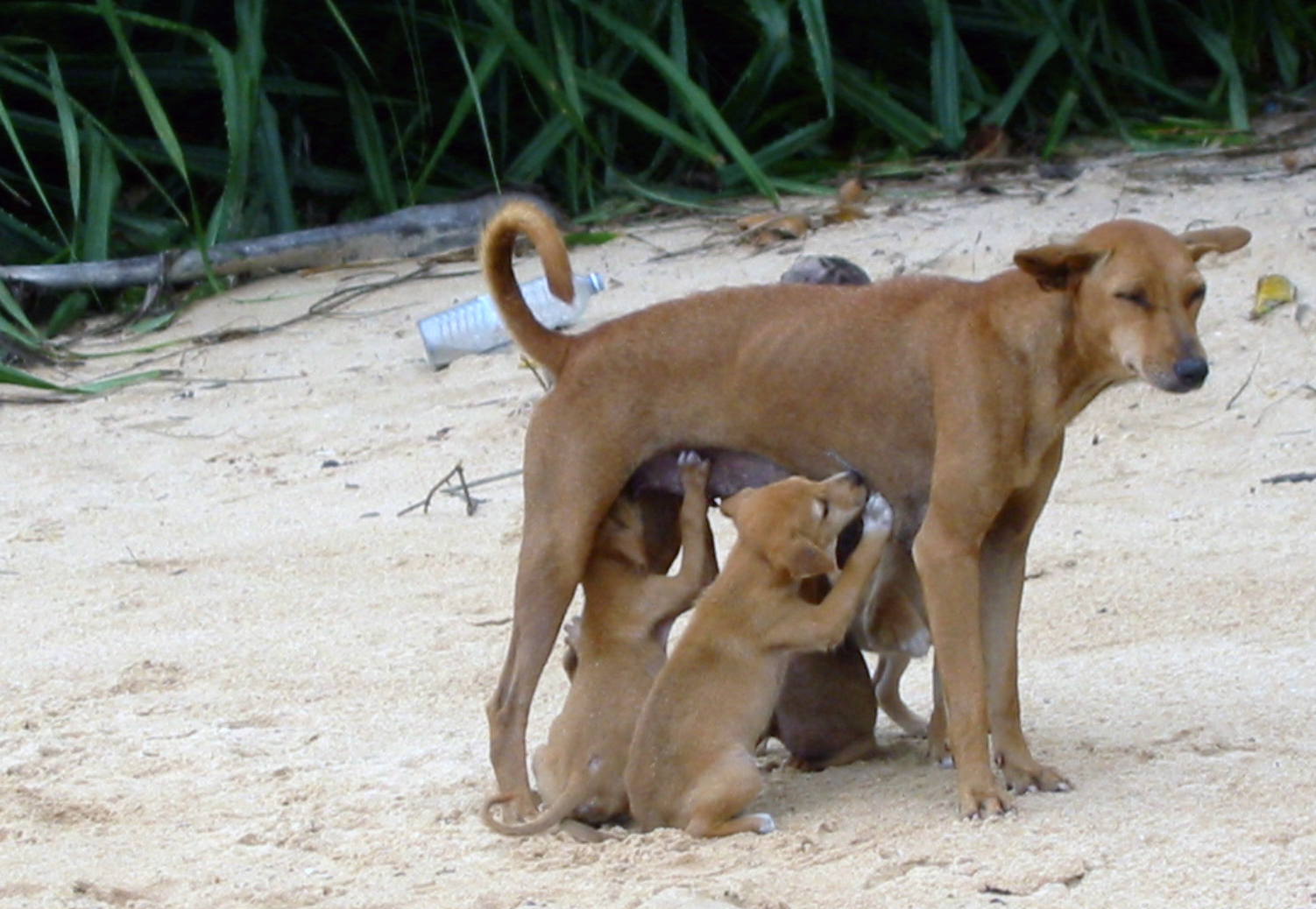
Sinhálský chrt s mláďaty

Sinhálský chrt je rasa psů ze Srí Lanky.
Sinhálský chrt je původní pes vyskytující se po celé Srí Lance, často žijící v polodivokém stavu a shánějící od lidí potravu. Podle domorodé legendy, když princ Vijaya poprvé vstoupil na Srí Lanku v 6. století před naším letopočtem, byl uvítán štěkotem psů; Mahāvaṃsa se zmiňuje o domácích psech patřících k obyvatelům ostrova z doby kamenné, Jakša. Průměrná délka života sinhálských chrtů je 10-13 let.

## Vzhled
Sinhálský chrt mívá různé zbarvení, ale nejběžnější je hnědá barva nebo tmavě hnědá žíhaná. Vzrůstem a stavbou těla jsou velmi podobní africkému basenji, novoguinejskému dingovi pralesnímu, karolinskému psovi a australskému dingovi.

## Lovecký pes
Sinhálský chrt byl často používán k lovu kmenem Vedda, pravděpodobně kvůli jeho ostražitosti, přívětivé a poslušné povaze, spolu s jeho vynikající čichovou schopností.